# Departement Cultuur, Jeugd en Media
Het Departement Cultuur, Jeugd en Media is een departement van de Vlaamse overheid ontstaan in 2006 door de BBB-hervorming.
Het Beleidsdomein Cultuur, Jeugd, Sport en Media bevat naast dit departement ook het Agentschap Sport Vlaanderen (het vroegere Bloso) en de Vlaamse Regulator voor de Media. Het Departement Cultuur, Jeugd en Media behartigt het Vlaamse cultuur-, jeugd- en mediabeleid. Sinds 1/4/2015 is het departement gefusioneerd met het voormalige Kunsten en Erfgoed en voormalige Agentschap Sociaal-Cultureel Werk voor Jeugd en Volwassenen, en het Koninklijk Museum voor Schone Kunsten. Sinds 1/1/2017 is het beleidsveld Sport ook uit de vorige naam Departement Cultuur, Jeugd, Sport en Media verdwenen. Het cultuurbeleid omvat onder meer het beleid over kunst, immaterieel (cultureel) erfgoed, sociaal-cultureel werk, e-cultuur, cultuur en economie, cultuurparticipatie, film,...
Sinds de Vlaamse verkiezingen van mei 2014 was in de regering-Bourgeois minister Sven Gatz (Open Vld) bevoegd voor jeugd, cultuur en media terwijl minister Philippe Muyters (N-VA) bevoegd was voor sport. In de regering ervoor, Peeters II, waren de vier domeinen verspreid over vier verschillende ministers.

Sinds de Vlaamse verkiezingen van mei 2019 is in de Regering-Jambon minister-president Jan Jambon (NVA) bevoegd voor cultuur, minister Benjamin Dalle (CD&V) bevoegd voor jeugd en media terwijl minister Ben Weyts (N-VA) bevoegd is voor sport. 

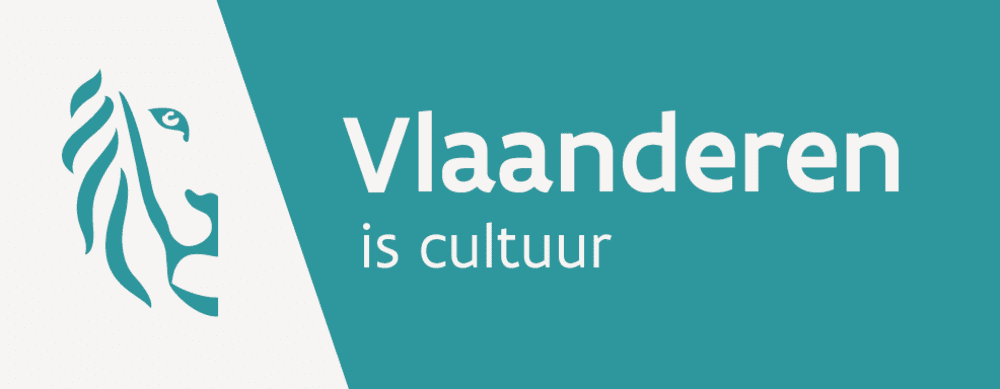

Sinds 1 januari 2021 is het Fonds Culturele Infrastructuur (°1998) ondergebracht bij het Departement Cultuur, Jeugd en Media.
De dienstverlening wordt volledig overgenomen door het departement.